# Nina Hagen/Diskografie
Diese Diskografie ist eine Übersicht über die musikalischen Werke der deutschen Pop-Rock- und Punksängerin Nina Hagen. Ihre erfolgreichste Veröffentlichung ist das zweite Studioalbum Angstlos, das zum weltweiten Chartalbum avancierte.
Für einige ihrer Alben wurden englischsprachige Gegenstücke produziert, wie zum Beispiel Fearless, die englische Version von Angstlos. Diese Versionen sind oft mehr als einfache Übersetzungen: Die Titelreihenfolge wurde geändert, viele Songs wurden neu arrangiert, ins Englische übersetzt und es kamen Bonustitel hinzu.

## Alben

### Studioalben
| Jahr | Titel Musiklabel                                                                    | Höchstplatzierung, Gesamtwochen/‑monate, AuszeichnungChartplatzierungen (Jahr, Titel, Musiklabel, Platzierungen, Wochen/Monate, Auszeichnungen, Anmerkungen) | Höchstplatzierung, Gesamtwochen/‑monate, AuszeichnungChartplatzierungen (Jahr, Titel, Musiklabel, Platzierungen, Wochen/Monate, Auszeichnungen, Anmerkungen) | Höchstplatzierung, Gesamtwochen/‑monate, AuszeichnungChartplatzierungen (Jahr, Titel, Musiklabel, Platzierungen, Wochen/Monate, Auszeichnungen, Anmerkungen) | Höchstplatzierung, Gesamtwochen/‑monate, AuszeichnungChartplatzierungen (Jahr, Titel, Musiklabel, Platzierungen, Wochen/Monate, Auszeichnungen, Anmerkungen) | Höchstplatzierung, Gesamtwochen/‑monate, AuszeichnungChartplatzierungen (Jahr, Titel, Musiklabel, Platzierungen, Wochen/Monate, Auszeichnungen, Anmerkungen) | Anmerkungen                                                                                           |
| Jahr | Titel Musiklabel                                                                    | DE | AT | CH | US | NL | Anmerkungen                                                                                           |
| ---- | ----------------------------------------------------------------------------------- | --- | --- | --- | --- | --- | --- |
| 1982 | NunSexMonkRock CBS Records (Sony)                                                   | DE27 (7 Wo.)DE | — | — | US184 (3 Wo.)US | — | Erstveröffentlichung: 30. April 1982                                                                  |
| 1983 | Angstlos auch bekannt als: Fearless (englische Version) CBS Records (Sony)          | DE24 (13 Wo.)DE | AT11 (3 Mt.)AT | — | US151 (8 Wo.)US | NL40 (3 Wo.)NL | Erstveröffentlichung: 19. August 1983 (DE-Version) Erstveröffentlichung: November 1983 (EN-Version)   |
| 1985 | In Ekstase auch bekannt als: In Ekstasy (englische Version) CBS Records (Sony)      | DE24 (7 Wo.)DE | AT13 (½ Mt.)AT | CH13 (7 Wo.)CH | — | — | Erstveröffentlichung: Mai 1985                                                                        |
| 1989 | Nina Hagen Mercury Records (Phonogram)                                              | DE20 (18 Wo.)DE | AT24 (½ Mt.)AT | CH26 (3 Wo.)CH | — | — | Erstveröffentlichung: 23. August 1989                                                                 |
| 1991 | Street Mercury Records (Phonogram)                                                  | DE36 (9 Wo.)DE | AT39 (2 Wo.)AT | CH32 (6 Wo.)CH | — | — | Erstveröffentlichung: 22. Juli 1991                                                                   |
| 1993 | Revolution Ballroom Mercury Records (Phonogram)                                     | — | — | — | — | — | Erstveröffentlichung: 28. September 1993                                                              |
| 1995 | FreuD euch auch bekannt als: Bee Happy (englische Version) RCA Records (BMG Ariola) | — | — | — | — | — | Erstveröffentlichung: 4. November 1995 (DE-Version) Erstveröffentlichung: 15. April 1996 (EN-Version) |
| 1999 | Om Namah Shivay! Smart Aass (SPV)                                                   | — | — | — | — | — | Erstveröffentlichung: 11. Februar 1999                                                                |
| 2000 | Return of the Mother Orbit Records (Virgin)                                         | DE77 (1 Wo.)DE | AT49 (1 Wo.)AT | — | — | — | Erstveröffentlichung: 14. Februar 2000                                                                |
| 2003 | Big Band Explosion SPV Records (SPV)                                                | — | — | — | — | — | Erstveröffentlichung: 17. November 2003 mit Leipzig Big Band                                          |
| 2006 | Irgendwo auf der Welt Island Records (UMG)                                          | DE62 (3 Wo.)DE | — | — | — | — | Erstveröffentlichung: 24. März 2006 mit The Capital Dance Orchestra                                   |
| 2010 | Personal Jesus Koch Records (UMG)                                                   | DE16 (5 Wo.)DE | AT62 (1 Wo.)AT | CH61 (1 Wo.)CH | — | — | Erstveröffentlichung: 16. Juli 2010                                                                   |
| 2011 | Volksbeat Polydor (UMG)                                                             | — | — | — | — | — | Erstveröffentlichung: 11. November 2011                                                               |
| 2022 | Unity Grönland Records (RTD)                                                        | DE30 (2 Wo.)DE | — | CH27 (1 Wo.)CH | — | — | Erstveröffentlichung: 9. Dezember 2022                                                                |

grau schraffiert: keine Chartdaten aus diesem Jahr verfügbar

### Livealben
| Jahr | Titel Musiklabel                                              | Anmerkungen                           |
| ---- | ------------------------------------------------------------- | ------------------------------------- |
| 2001 | Krefelder Appell – Keine Atomraketen Selbstverlag             | Erstveröffentlichung: 2001            |
| 2010 | Nina Hagen & Karl Rucker Live in Concert Patriot Records (PR) | Erstveröffentlichung: 15. August 2010 |

### Kompilationen
| Jahr | Titel Musiklabel                                                     | Anmerkungen                             |
| ---- | -------------------------------------------------------------------- | --------------------------------------- |
| 1986 | World Now CBS Records (Sony)                                         | Erstveröffentlichung: 21. November 1986 |
| 1987 | Love CBS Records (Sony)                                              | Erstveröffentlichung: 1987              |
| 1990 | The Very Best of Nina Hagen CBS Records (Sony)                       | Erstveröffentlichung: 12. November 1990 |
| 1995 | My Way from ’78–’94 Mercury Records (UMG)                            | Erstveröffentlichung: 1995              |
| 1996 | Was denn… Hits ’74–’95 Amiga (BMG)                                   | Erstveröffentlichung: 6. Januar 1996    |
| 1996 | 14 Friendly Abductions: The Best of Nina Hagen Legacy Records (Sony) | Erstveröffentlichung: 26. März 1996     |
| 2000 | Prima Nina in Ekstasy Columbia Records (Sony)                        | Erstveröffentlichung: 2000              |
| 2001 | Sternenmädchen Ariola (BMG)                                          | Erstveröffentlichung: 12. März 2001     |
| 2004 | Das Beste von Nina Hagen – Rangeh’n Sony Music (Sony BMG)            | Erstveröffentlichung: 15. Mai 2004      |
| 2005 | Heiß Sony Music (Sony BMG)                                           | Erstveröffentlichung: 9. Mai 2005       |
| 2020 | Was denn…? – The Amiga Recordings Amiga (Sony)                       | Erstveröffentlichung: 28. Februar 2020  |

### Soundtracks
| Jahr | Titel Musiklabel                       | Höchstplatzierung, Gesamtwochen, AuszeichnungChartplatzierungen (Jahr, Titel, Musiklabel, Platzierungen, Wochen, Auszeichnungen, Anmerkungen) | Höchstplatzierung, Gesamtwochen, AuszeichnungChartplatzierungen (Jahr, Titel, Musiklabel, Platzierungen, Wochen, Auszeichnungen, Anmerkungen) | Höchstplatzierung, Gesamtwochen, AuszeichnungChartplatzierungen (Jahr, Titel, Musiklabel, Platzierungen, Wochen, Auszeichnungen, Anmerkungen) | Höchstplatzierung, Gesamtwochen, AuszeichnungChartplatzierungen (Jahr, Titel, Musiklabel, Platzierungen, Wochen, Auszeichnungen, Anmerkungen) | Höchstplatzierung, Gesamtwochen, AuszeichnungChartplatzierungen (Jahr, Titel, Musiklabel, Platzierungen, Wochen, Auszeichnungen, Anmerkungen) | Anmerkungen                                               |
| Jahr | Titel Musiklabel                       | DE | AT | CH | US | NL | Anmerkungen                                               |
| ---- | -------------------------------------- | --- | --- | --- | --- | --- | --------------------------------------------------------- |
| 1979 | Cha Cha Ariola (Ariola)                | — | — | — | — | NL28 (5 Wo.)NL | Erstveröffentlichung: 1979 mit Herman Brood & Lene Lovich |
| 1984 | L’année des méduses CBS Records (Sony) | — | — | — | — | — | Erstveröffentlichung: 1984 mit Alain Wisniak              |

grau schraffiert: keine Chartdaten aus diesem Jahr verfügbar

### Musicalalben
| Jahr | Titel Musiklabel                                  | Anmerkungen                                                                                |
| ---- | ------------------------------------------------- | ------------------------------------------------------------------------------------------ |
| 1993 | Hair: Die deutsche Neuaufnahme 1993 Polydor (DGG) | Erstveröffentlichung: 5. November 1993 mit Udo Lindenberg, Uwe Ochsenknecht & Ron Williams |
| 1999 | Die Dreigroschenoper RCA Records (BMG)            | Erstveröffentlichung: 4. Oktober 1999 mit Ensemble Modern, HK Gruber & Max Raabe           |

### EPs
| Jahr | Titel Musiklabel                                     | Anmerkungen                                       |
| ---- | ---------------------------------------------------- | ------------------------------------------------- |
| 2023 | Nina Hagen Sings Larry Norman Grönland Records (RTD) | Erstveröffentlichung: 8. Dezember 2023 2-Track-EP |

### Demos
| Jahr | Titel Musiklabel                        | Anmerkungen                                          |
| ---- | --------------------------------------- | ---------------------------------------------------- |
| 2010 | Prophecy Fulfilled Patriot Records (PR) | Erstveröffentlichung: 1. Januar 2012 mit Karl Rucker |

## Singles

### Als Leadmusikerin
| Jahr                       | Titel Album                                                                                   | Höchstplatzierung, Gesamtwochen, AuszeichnungChartplatzierungen (Jahr, Titel, Album, Platzierungen, Wochen, Auszeichnungen, Anmerkungen) | Höchstplatzierung, Gesamtwochen, AuszeichnungChartplatzierungen (Jahr, Titel, Album, Platzierungen, Wochen, Auszeichnungen, Anmerkungen) | Höchstplatzierung, Gesamtwochen, AuszeichnungChartplatzierungen (Jahr, Titel, Album, Platzierungen, Wochen, Auszeichnungen, Anmerkungen) | Höchstplatzierung, Gesamtwochen, AuszeichnungChartplatzierungen (Jahr, Titel, Album, Platzierungen, Wochen, Auszeichnungen, Anmerkungen) | Höchstplatzierung, Gesamtwochen, AuszeichnungChartplatzierungen (Jahr, Titel, Album, Platzierungen, Wochen, Auszeichnungen, Anmerkungen) | Anmerkungen |
| Jahr                       | Titel Album                                                                                   | DE | AT | CH | US | NL | Anmerkungen |
| -------------------------- | --------------------------------------------------------------------------------------------- | --- | --- | --- | --- | --- | --- |
| als Nina Hagen & Automobil |                                                                                               | | | | | | |
|                            |                                                                                               | | | | | | |
| 1974                       | Du hast den Farbfilm vergessen Was denn… Hits ’74–’95                                         | DE— aDE | — | — | — | — | Erstveröffentlichung: 1974 |
| 1975                       | He, wir fahren auf’s Land Was denn… Hits ’74–’95                                              | — | — | — | — | — | Erstveröffentlichung: 1975 |
| als Nina Hagen             |                                                                                               | | | | | | |
|                            |                                                                                               | | | | | | |
| 1975                       | Hatschi-Waldera Was denn… Hits ’74–’95                                                        | — | — | — | — | — | Erstveröffentlichung: 1975 |
| 1976                       | Ich bin da gar nicht pingelig Was denn… Hits ’74–’95                                          | — | — | — | — | — | Erstveröffentlichung: 1976 |
| 1979                       | Herman’s Door Cha Cha                                                                         | — | — | — | — | — | Erstveröffentlichung: 1979 Original: Bob Dylan – Knockin’ on Heaven’s Door                                                      |
| 1982                       | Smack Jack NunSexMonkRock                                                                     | — | — | — | — | — | Erstveröffentlichung: 16. Juni 1982                                                                                             |
| 1983                       | Zarah (Ich weiß, es wird einmal ein Wunder gescheh’n) Angstlos                                | — | — | — | — | — | Erstveröffentlichung: 1983 Original: Zarah Leander                                                                              |
| 1983                       | New York/N.Y. auch bekannt als: New York New York (englische Version) Angstlos                | — | — | — | — | — | Erstveröffentlichung: 1983 |
| 1983                       | The Change Angstlos                                                                           | — | — | — | — | — | Erstveröffentlichung: 1983 |
| 1985                       | Universelles Radio auch bekannt als: Universal Radio (englische Version) In Ekstase           | — | — | — | — | — | Erstveröffentlichung: 1985 |
| 1985                       | Gott im Himmel In Ekstase                                                                     | — | — | — | — | — | Erstveröffentlichung: 1985 Original: Norman Greenbaum – Spirit in the Sky                                                       |
| 1986                       | World Now                                                                                     | — | — | — | — | — | Erstveröffentlichung: 1986 |
| 1986                       | Don’t Kill the Animals Animal Liberation                                                      | — | — | — | — | — | Erstveröffentlichung: 1986 mit Lene Lovich                                                                                      |
| 1987                       | Punkhochzeit auch bekannt als: Punk Wedding (englische Version) Revolution Ballroom (Reissue) | — | — | — | — | — | Erstveröffentlichung: 1987 |
| 1989                       | Hold Me / Michail, Michail (Gorbachev Rap) Nina Hagen                                         | — | — | — | — | — | Erstveröffentlichung: 4. September 1989 Original: Mahalia Jackson / Original: Wolf Biermann                                     |
| 1989                       | Las Vegas Nina Hagen                                                                          | — | — | — | — | — | Erstveröffentlichung: 27. November 1989 Original: Elvis Presley – Viva Las Vegas                                                |
| 1989                       | Ave Maria Nina Hagen                                                                          | — | — | — | — | — | Erstveröffentlichung: 1989 Original: Franz Schubert – Ellens dritter Gesang                                                     |
| 1989                       | Love Heart Attack Nina Hagen                                                                  | — | — | — | — | — | Erstveröffentlichung: 1989 |
| 1991                       | Berlin (ist dufte) Street                                                                     | — | — | — | — | — | Erstveröffentlichung: 15. April 1991                                                                                            |
| 1991                       | In My World Street                                                                            | — | — | CH19 (2 Wo.)CH | — | — | Erstveröffentlichung: 22. Juli 1991                                                                                             |
| 1991                       | Blumen für die Damen Street                                                                   | — | — | — | — | — | Erstveröffentlichung: 14. Oktober 1991 Original: Gitta Lind                                                                     |
| 1992                       | Go Ahead Revolution Ballroom (Reissue)                                                        | — | — | — | — | — | Erstveröffentlichung: 7. September 1992                                                                                         |
| 1993                       | Revolution Ballroom                                                                           | — | — | — | — | — | Erstveröffentlichung: 8. November 1993                                                                                          |
| 1993                       | Let the Sunshine In Hair: Die deutsche Neuaufnahme 1993                                       | — | — | — | — | — | Erstveröffentlichung: 1993 mit Udo Lindenberg, Uwe Ochsenknecht & Ron Williams Original: Lynn Kellogg, Melba Moore & James Rado |
| 1994                       | So Bad Revolution Ballroom                                                                    | — | — | — | — | — | Erstveröffentlichung: 24. Januar 1994                                                                                           |
| 1994                       | Pillow Talk Revolution Ballroom                                                               | — | — | — | — | — | Erstveröffentlichung: 1994 |
| 1995                       | Tiere FreuD euch                                                                              | — | — | — | — | — | Erstveröffentlichung: November 1995                                                                                             |
| 1996                       | Abgehaun FreuD euch                                                                           | — | — | — | — | — | Erstveröffentlichung: 11. März 1996 Original: Dee Dee Ramone – Runaway                                                          |
| 1996                       | Sonntagmorgen FreuD euch                                                                      | — | — | — | — | — | Erstveröffentlichung: 17. Juni 1996 Original: The Velvet Underground – Sunday Morning                                           |
| 1996                       | Alchemy of Love Tenchi the Movie: Tenchi Muyo in Love                                         | — | — | — | — | — | Erstveröffentlichung: 24. April 1996 mit Rick Jude                                                                              |
| 1998                       | Eisern Union! –                                                                               | — | — | — | — | — | Erstveröffentlichung: 31. August 1998                                                                                           |
| 2000                       | Der Wind hat mir ein Lied erzählt Return of the Mother                                        | DE96 (1 Wo.)DE | — | — | — | — | Erstveröffentlichung: 24. Januar 2000 Original: Zarah Leander                                                                   |
| 2000                       | Schön ist die Welt / Der Wind hat mir ein Lied erzählt – / Return of the Mother               | — | — | — | — | — | Erstveröffentlichung: 29. Mai 2000 Original: Ludwig Herzer, Franz Lehár & Fritz Löhner-Beda                                     |
| 2004                       | Immer lauter –                                                                                | — | AT28 (6 Wo.)AT | — | — | — | Erstveröffentlichung: 17. Mai 2004                                                                                              |
| 2007                       | Zieh die Schuhe aus Die DEFA Filmhits                                                         | — | — | — | — | — | Erstveröffentlichung: September 2007 mit Stern-Combo Meißen                                                                     |
| 2020                       | Rangehn (Amiga Version) Was denn…? The Amiga Recordings                                       | — | — | — | — | — | Erstveröffentlichung: 14. Februar 2020                                                                                          |
| 2020                       | Honigmann Was denn…? The Amiga Recordings                                                     | — | — | — | — | — | Erstveröffentlichung: 20. Februar 2020                                                                                          |
| 2020                       | Unity                                                                                         | — | — | — | — | — | Erstveröffentlichung: 4. September 2020                                                                                         |
| 2022                       | Shadrack Unity                                                                                | — | — | — | — | — | Erstveröffentlichung: 28. Januar 2022 Original: Robert MacGimsey                                                                |
| 2022                       | 16 Tons Unity                                                                                 | — | — | — | — | — | Erstveröffentlichung: 12. Oktober 2022 Original: Merle Travis                                                                   |
| 2022                       | United Women of the World Unity                                                               | — | — | — | — | — | Erstveröffentlichung: 17. November 2022                                                                                         |
| 2022                       | It Doesn’t Matter Now Unity                                                                   | — | — | — | — | — | Erstveröffentlichung: 9. Dezember 2022 feat. Bob Geldof                                                                         |
| 2023                       | Gib mir deine Liebe Unity                                                                     | — | — | — | — | — | Erstveröffentlichung: 26. Januar 2023 (Ätna Edit) Original: Herman Brood & Nina Hagen – Gimmi Your Love                         |
| 2023                       | Geld, Geld, Geld Unity                                                                        | — | — | — | — | — | Erstveröffentlichung: 22. Februar 2023 (Daede Edit)                                                                             |
| 2024                       | Stille Nacht –                                                                                | — | — | — | — | — | Erstveröffentlichung: 6. Dezember 2024 Original: Franz Xaver Gruber & Joseph Mohr                                               |

### Als Gastmusikerin
| Jahr | Titel Album                                      | Höchstplatzierung, Gesamtwochen, AuszeichnungChartplatzierungen (Jahr, Titel, Album, Platzierungen, Wochen, Auszeichnungen, Anmerkungen) | Höchstplatzierung, Gesamtwochen, AuszeichnungChartplatzierungen (Jahr, Titel, Album, Platzierungen, Wochen, Auszeichnungen, Anmerkungen) | Höchstplatzierung, Gesamtwochen, AuszeichnungChartplatzierungen (Jahr, Titel, Album, Platzierungen, Wochen, Auszeichnungen, Anmerkungen) | Höchstplatzierung, Gesamtwochen, AuszeichnungChartplatzierungen (Jahr, Titel, Album, Platzierungen, Wochen, Auszeichnungen, Anmerkungen) | Höchstplatzierung, Gesamtwochen, AuszeichnungChartplatzierungen (Jahr, Titel, Album, Platzierungen, Wochen, Auszeichnungen, Anmerkungen) | Anmerkungen                                                                                                  |
| Jahr | Titel Album                                      | DE | AT | CH | US | NL | Anmerkungen                                                                                                  |
| ---- | ------------------------------------------------ | --- | --- | --- | --- | --- | --- |
| 1977 | Eine Violine bin ich nicht –                     | — | — | — | — | — | Erstveröffentlichung: 1977 Fritzens Dampferband feat. Nina Hagen                                             |
| 1981 | Berlin Das Beste … mit und ohne Hut              | — | — | — | — | — | Erstveröffentlichung: 1981 Udo Lindenberg feat. Nina Hagen                                                   |
| 1988 | Die Klavierlehrerin CasaNova                     | — | — | — | — | — | Erstveröffentlichung: 1988 Udo Lindenberg feat. Nina Hagen                                                   |
| 1988 | Airport (Dich Wiederseh’n …) CasaNova            | DE49 (7 Wo.)DE | — | — | — | — | Erstveröffentlichung: 17. November 1988 Udo Lindenberg feat. Nina Hagen                                      |
| 1992 | Get Your Body! Naughty                           | — | — | — | — | — | Erstveröffentlichung: 23. März 1992 Adamski feat. Nina Hagen                                                 |
| 1993 | Romeo & Juliaaah Panik-Panther                   | — | — | — | — | — | Erstveröffentlichung: 1993 Udo Lindenberg feat. Nina Hagen                                                   |
| 1994 | Hit Me with Your Rhythm Stick Mao Mak Maa        | — | — | — | — | — | Erstveröffentlichung: Februar 1994 Freaky Fukin Weirdoz feat. Nina Hagen Original: Ian Dury & The Blockheads |
| 1996 | Weihnachtsnaach Amerika                          | — | — | — | — | — | Erstveröffentlichung: 21. November 1996 BAP feat. Nina Hagen                                                 |
| 1998 | Solo                                             | DE15 (16 Wo.)DE | AT36 (4 Wo.)AT | CH26 (11 Wo.)CH | — | — | Erstveröffentlichung: 9. März 1998 Thomas D feat. Nina Hagen                                                 |
| 1999 | Fieber Plastik                                   | — | — | — | — | — | Erstveröffentlichung: 29. November 1999 Oomph! feat. Nina Hagen                                              |
| 2001 | Total Eclipse* / Die schwarze Witwe** Kassengift | DE22 (7 Wo.)DE | — | — | — | — | Erstveröffentlichung: 5. März 2001 Rosenstolz feat. *Marc Almond / **Nina Hagen *Original: Klaus Nomi        |
| 2002 | Kriminal-Tango Frisch                            | — | — | — | — | — | Erstveröffentlichung: 2002 Michael von der Heide feat. Nina Hagen Original: Piero Trombetta                  |
| 2002 | Tanz! Afraid of Us                               | — | — | — | — | — | Erstveröffentlichung: 19. August 2002 Schwarze Puppen feat. Nina Hagen                                       |
| 2003 | Seemann Reflections                              | DE13 (9 Wo.)DE | AT35 (7 Wo.)AT | CH73 (2 Wo.)CH | — | — | Erstveröffentlichung: 6. Oktober 2003 Apocalyptica feat. Nina Hagen; Original: Rammstein                     |
| 2023 | I Get High Nīna                                  | — | — | — | — | — | Erstveröffentlichung: 20. April 2023 Iskwē feat. Nina Hagen Original: Nina Hagen – Cosma Shiva               |

### Split-Singles
| Jahr | Titel Album                                                                  | Anmerkungen                                                                                         |
| ---- | ---------------------------------------------------------------------------- | --------------------------------------------------------------------------------------------------- |
| 1976 | Mein erstes Mädchen / Wir tanzen Tango Gjon Delhusa / Was denn… Hits ’74–’95 | Erstveröffentlichung: März 1976 Gijon Delhusa & Reinhard Lakomy / Nina Hagen & Fritzens Dampferband |
| 1997 | Dead Cities / I’m a Believer* – / The Best Of – Rodney on the Roq            | Erstveröffentlichung: 15. Juli 1997 Live Action Pussy Show / Nina Hagen; *Original: The Monkees     |

## Videoalben und Musikvideos

### Videoalben
| Jahr | Titel Musiklabel                       | Höchstplatzierung, Gesamtwochen, AuszeichnungChartplatzierungen (Jahr, Titel, Musiklabel, Platzierungen, Wochen, Auszeichnungen, Anmerkungen) | Höchstplatzierung, Gesamtwochen, AuszeichnungChartplatzierungen (Jahr, Titel, Musiklabel, Platzierungen, Wochen, Auszeichnungen, Anmerkungen) | Höchstplatzierung, Gesamtwochen, AuszeichnungChartplatzierungen (Jahr, Titel, Musiklabel, Platzierungen, Wochen, Auszeichnungen, Anmerkungen) | Höchstplatzierung, Gesamtwochen, AuszeichnungChartplatzierungen (Jahr, Titel, Musiklabel, Platzierungen, Wochen, Auszeichnungen, Anmerkungen) | Höchstplatzierung, Gesamtwochen, AuszeichnungChartplatzierungen (Jahr, Titel, Musiklabel, Platzierungen, Wochen, Auszeichnungen, Anmerkungen) | Anmerkungen                                               |
| Jahr | Titel Musiklabel                       | DE | AT | CH | US | NL | Anmerkungen                                               |
| ---- | -------------------------------------- | --- | --- | --- | --- | --- | --------------------------------------------------------- |
| 1979 | Cha Cha Prime Time Entertainment (PTE) | — | — | — | — | NL4 (3 Wo.)NL | Erstveröffentlichung: 1979 mit Herman Brood & Lene Lovich |

grau schraffiert: keine Chartdaten aus diesem Jahr verfügbar

### Musikvideos
| Jahr | Titel                             | Regie             |
| ---- | --------------------------------- | ----------------- |
| 1982 | Smack Jack                        |                   |
| 1983 | Zarah                             |                   |
| 1983 | New York/N.Y.                     |                   |
| 1984 | New York New York                 |                   |
| 1985 | Garota de Berlim                  |                   |
| 1985 | Universal Radio                   |                   |
| 1986 | Don’t Kill the Animals            |                   |
| 1988 | Die Klavierlehrerin               |                   |
| 1989 | Hold Me                           |                   |
| 1991 | In My World                       |                   |
| 1992 | Get Your Body!                    |                   |
| 1992 | Go Ahead                          | Volker Hannwacker |
| 1994 | So Bad                            |                   |
| 1995 | Tiere                             |                   |
| 1998 | Solo                              | Thomas D          |
| 1998 | My Sweet Lord                     |                   |
| 1999 | Fieber                            | Wolf Gresenz      |
| 2000 | Der Wind hat mir ein Lied erzählt | Robert Bröllochs  |
| 2003 | Seemann                           | Stefan Schulte    |
| 2004 | Immer lauter                      |                   |
| 2022 | 16 Tons                           | Sebastian Vogt    |
| 2022 | United Women of the World         | Timothy Wiehn     |
| 2025 | I Am Born to Preach The Gospel    | Sebastian Vogt    |

## Promoveröffentlichungen
| Jahr | Titel Album                                                              | Anmerkungen                                                                                                 |
| ---- | ------------------------------------------------------------------------ | --- |
| 1985 | Spirit in the Sky In Ekstasy                                             | Erstveröffentlichung: 1985 Original: Norman Greenbaum                                                       |
| 1991 | Good Vibrations Street                                                   | Erstveröffentlichung: 1991 Original: The Beach Boys                                                         |
| 2000 | Keine Macht für Niemand Die Erben der Scherben – Keine Macht für niemand | Erstveröffentlichung: 2000 mit Die Erben der Scherben & ihre United Kapelle Original: Ton Steine Scherben   |
| 2001 | Sweet Lord Sweet Lord Concept Album                                      | Erstveröffentlichung: 2001 Loka Nunda feat. Nina Hagen; Original: George Harrison                           |
| 2005 | Liebeskummer lohnt sich nicht Rabenschwarz, Teil 2                       | Erstveröffentlichung: 2005 Frank Zander feat. Nina Hagen; Original: Siw Malmkvist                           |
| 2008 | Am Anfang steht immer ein Traum Das silberne Segel                       | Erstveröffentlichung: 2008 mit Ben, Stefan Gwildis, Annett Louisan, Naima, Uwe Ochsenknecht & Michy Reincke |
| 2008 | Love Is All –                                                            | Erstveröffentlichung: 2008 Gonzales & Verschiedene Interpreten                                              |
| 2009 | Dance of the Witches X Black Album                                       | Erstveröffentlichung: 2009 S.U.N. Project feat. Nina Hagen                                                  |
| 2010 | Personal Jesus                                                           | Erstveröffentlichung: 2010 Original: Depeche Mode                                                           |

## Hörbücher/Hörspiele
| Jahr | Titel Musiklabel/Verlag                                    | Anmerkungen                                                        |
| ---- | ---------------------------------------------------------- | ------------------------------------------------------------------ |
| 1994 | Däumeline Karussell (UMG)                                  | Erstveröffentlichung: 1994 Rolle: Senora Frosch                    |
| 1999 | Rudolph mit der roten Nase Edelkids (Edel)                 | Erstveröffentlichung: 1999 Rolle: Stormella                        |
| 2005 | Die Reise zur Schneekönigin Gateway 4M (M&M)               | Erstveröffentlichung: 2005 Nina Hagen erzählt ein Orchestermärchen |
| 2006 | 7 Zwerge – Der Wald ist nicht genug Baumhaus Verlag (BV)   | Erstveröffentlichung: 27. Oktober 2006 Rolle: Hexe                 |
| 2007 | Die drei ??? Kids – Gefahr im Gruselgarten USM Audio (USM) | Erstveröffentlichung: Oktober 2007 Rolle: Madame Vandorra          |
| 2008 | Nightmare before Christmas Walt Disney Records (UMG)       | Erstveröffentlichung: 2008 Rolle: Sally                            |
| 2010 | Bekenntnisse Deutsche Grammophon (UMG)                     | Erstveröffentlichung: 18. März 2010                                |
| 2010 | Fayzal der Krebsfänger iMusician Digital (IMD)             | Erstveröffentlichung: 1. Dezember 2010 Rolle: SoLun                |
| 2014 | Die Biene Maja – Der Kinofilm Karussell (UMG)              | Erstveröffentlichung: 12. September 2014 Rolle: Gunilla            |
| 2014 | Der 7bte Zwerg Edelkids (Edel)                             | Erstveröffentlichung: 26. September 2014 Rolle: Dellamorta         |

## Boxsets
| Jahr | Titel Musiklabel                  | Anmerkungen                             |
| ---- | --------------------------------- | --------------------------------------- |
| 2005 | My Way Sony Music (Sony BMG)      | Erstveröffentlichung: 5. September 2005 |
| 2012 | In My World Universal Music (UMG) | Erstveröffentlichung: 6. März 2012      |

## Sonderveröffentlichungen

### Alben
| Jahr | Titel Musiklabel                              | Anmerkungen                                                                |
| ---- | --------------------------------------------- | -------------------------------------------------------------------------- |
| 2002 | 1008 Indische Nächte – Live SPV Records (SPV) | Erstveröffentlichung: 29. Oktober 2002 Teil von Om Namah Shivay! (Reissue) |

| Jahr | Titel Musiklabel                                                                                       | Anmerkungen                                                                         |
| ---- | --- | ----------------------------------------------------------------------------------- |
| 1991 | Adam Ant / Nina Hagen Columbia Records (Sony)                                                          | Erstveröffentlichung: 1991 mit Adam Ant Teil der „Il-grande-rock-de-Agostini“-Reihe |
| 1991 | NunSexMonkRock / Nina Hagen Band EP Columbia Records (Sony)                                            | Erstveröffentlichung: 27. August 1991 Teil der „2-for-1“-Reihe                      |
| 1992 | Du hast den Farbfilm vergessen – Rock aus Deutschland Ost, Vol. 12 Deutsche Schallplatten Berlin (DSB) | Erstveröffentlichung: 1992 Teil der „Rock-aus-Deutschland-Ost“-Reihe                |
| 1992 | Collection Gold Columbia Records (Sony)                                                                | Erstveröffentlichung: 1992 Teil der „13-Titres-Originaux“-Reihe                     |
| 1993 | In My World Spectrum Music (UMG)                                                                       | Erstveröffentlichung: 1993 Teil der „The-Colours-of-Success“-Reihe                  |
| 1995 | Definitive Collection Columbia Records (Sony)                                                          | Erstveröffentlichung: 7. August 1995 Teil der „Definitive-Collection“-Reihe         |
| 1997 | Bahnhof Carbonara Phono Music Zounds (Sony)                                                            | Erstveröffentlichung: 1997 mit Spliff Teil der „Zounds-Best“-Reihe                  |
| 2000 | Simply the Best Columbia Records (Sony)                                                                | Erstveröffentlichung: 15. Mai 2000 Teil der „Simply-the-Best“-Reihe                 |
| 2001 | Portrait Sony Music (Sony BMG)                                                                         | Erstveröffentlichung: 2001 Teil der „Portrait“-Reihe                                |
| 2001 | History of Rock Grand Records (GR)                                                                     | Erstveröffentlichung: 2001 Teil der „History-of-Rock“-Reihe                         |
| 2003 | The Collection Sony Music (Sony BMG)                                                                   | Erstveröffentlichung: 1. Dezember 2003 Teil der „The-Collection“-Reihe              |
| 2004 | TV-Glotzer Delta Records (Delta)                                                                       | Erstveröffentlichung: 2004 Teil der „Delta-#1“-Reihe                                |
| 2014 | All Time Best Sony Music (Sony)                                                                        | Erstveröffentlichung: 10. Oktober 2014 Teil der „All-Time-Best“-Reihe               |
| 2015 | Personal Jesus + Volksbeat Electrola (UMG)                                                             | Erstveröffentlichung: 6. November 2015 Teil der „2-for-1“-Reihe                     |

| Jahr | Titel Musiklabel                                | Anmerkungen                               |
| ---- | ----------------------------------------------- | ----------------------------------------- |
| 2001 | Sweet Lord Concept Album MGM Distribution (MGM) | Erstveröffentlichung: 2001 mit Loka Nunda |

| Jahr | Titel Musiklabel                                | Anmerkungen                                                                    |
| ---- | ----------------------------------------------- | ------------------------------------------------------------------------------ |
| 2012 | Original Album Classics Columbia Records (Sony) | Erstveröffentlichung: 17. Januar 2012 Teil der „Original-Album-Classics“-Reihe |

### Lieder
| Jahr | Titel Album                                                                   | Anmerkungen                                                                                           |
| ---- | ----------------------------------------------------------------------------- | --- |
| 1977 | Frühjahrslied der Eisenbahnerin Der Friedensclown                             | Erstveröffentlichung: 1977 Wolf Biermann feat. Nina Hagen                                             |
| 1977 | Stillepenn Schlufflied Der Friedensclown                                      | Erstveröffentlichung: 1977 Wolf Biermann feat. Nina Hagen                                             |
| 1980 | Number One Enemy (Acoustic) Bootleg Retrospective                             | Erstveröffentlichung: 17. März 1980 The Slits feat. Nina Hagen                                        |
| 1985 | Garota de Berlim Humanos                                                      | Erstveröffentlichung: 1985 Tokyo feat. Nina Hagen                                                     |
| 1987 | Sahara Hotel RuthenSmear                                                      | Erstveröffentlichung: 4. November 1987 Pat Smear feat. Nina Hagen                                     |
| 1988 | Der alte Knacker Das mit den Männern und den Frau’n…                          | Erstveröffentlichung: 1988 Eva-Maria Hagen feat. Nina Hagen                                           |
| 1988 | Airport (Dich Wiederseh’n …) CasaNova                                         | Erstveröffentlichung: 19. Februar 1988 Udo Lindenberg feat. Nina Hagen                                |
| 1988 | Die Klavierlehrerin CasaNova                                                  | Erstveröffentlichung: 19. Februar 1988 Udo Lindenberg feat. Nina Hagen                                |
| 1988 | Vopo CasaNova                                                                 | Erstveröffentlichung: 19. Februar 1988 Udo Lindenberg feat. Nina Hagen                                |
| 1992 | Get Your Body! Naughty                                                        | Erstveröffentlichung: 31. März 1992 Adamski feat. Nina Hagen                                          |
| 1992 | Romeo & Juliaaah Panik-Panther                                                | Erstveröffentlichung: 25. September 1992 Udo Lindenberg feat. Nina Hagen                              |
| 1994 | I’m Making Monsters for My Friends (Alternate Version) I Hate Freaks Like You | Erstveröffentlichung: 17. April 1994 Dee Dee Ramone feat. Nina Hagen                                  |
| 1994 | Lass mich in Ruhe I Hate Freaks Like You                                      | Erstveröffentlichung: 17. April 1994 Dee Dee Ramone feat. Nina Hagen                                  |
| 1994 | Hit Me with Your Rhythm Stick Mao Mak Maa                                     | Erstveröffentlichung: 1994 Freaky Fukin Weirdoz feat. Nina Hagen                                      |
| 1996 | Tirili Wenn ich erstmal losleg…                                               | Erstveröffentlichung: 1996 Eva-Maria Hagen feat. Nina Hagen                                           |
| 1996 | Gimmi Your Love 50 The Soundtrack                                             | Erstveröffentlichung: 1996 Herman Brood feat. Nina Hagen                                              |
| 1996 | Weihnachtsnaach Amerika                                                       | Erstveröffentlichung: 19. August 1996 BAP feat. Nina Hagen                                            |
| 1996 | Talkshow Amerika                                                              | Erstveröffentlichung: 19. August 1996 BAP feat. Nina Hagen                                            |
| 1996 | Die kleinen grünen Männchen Mit Herz und Knochen                              | Erstveröffentlichung: 1996 Bernward Büker feat. Nina Hagen                                            |
| 1997 | Alabama-Song Joe, mach die Musik von damals nach…                             | Erstveröffentlichung: 1997 Eva-Maria Hagen feat. Nina Hagen                                           |
| 1997 | Solo                                                                          | Erstveröffentlichung: 31. Oktober 1997 Thomas D feat. Nina Hagen                                      |
| 1999 | Beyond Life Tommy Henriksen                                                   | Erstveröffentlichung: 23. Februar 1999 Tommy Henriksen feat. Nina Hagen                               |
| 1999 | Fieber Plastik                                                                | Erstveröffentlichung: 8. Oktober 1999 Oomph! feat. Nina Hagen                                         |
| 1999 | Bereit Adios                                                                  | Erstveröffentlichung: 20. April 1999 KMFDM feat. Nina Hagen                                           |
| 1999 | Witness Adios                                                                 | Erstveröffentlichung: 20. April 1999 KMFDM feat. Nina Hagen                                           |
| 2000 | Berlin Das Beste … mit und ohne Hut                                           | Erstveröffentlichung: 22. Mai 2000 Udo Lindenberg feat. Nina Hagen                                    |
| 2000 | Die schwarze Witwe Kassengift                                                 | Erstveröffentlichung: 4. September 2000 Rosenstolz feat. Nina Hagen                                   |
| 2001 | Peeping Pong Nine Unmissed Operations                                         | Erstveröffentlichung: September 2001 Lady Godiva’s Operation feat. Nina Hagen                         |
| 2001 | Durga Kali Mantra (Astral Mix) Impiria Consequential                          | Erstveröffentlichung: 2001 Dar Beida 04 feat. Nina Hagen                                              |
| 2002 | Kriminal-Tango Frisch                                                         | Erstveröffentlichung: 1. April 2002 Michael von der Heide feat. Nina Hagen; Original: Piero Trombetta |
| 2003 | Seemann Reflections                                                           | Erstveröffentlichung: 10. Februar 2003 Apocalyptica feat. Nina Hagen; Original: Rammstein             |
| 2003 | Tanz! Afraid of Us                                                            | Erstveröffentlichung: 26. Mai 2003 Schwarze Puppen feat. Nina Hagen                                   |
| 2003 | Wer bistn du? Blast Action Heroes                                             | Erstveröffentlichung: 1. September 2003 Beginner feat. Nina Hagen                                     |
| 2004 | Love Will Survive (Die Liebe siegt immer) They Call Me Hansi                  | Erstveröffentlichung: 18. Oktober 2004 James Last feat. Nina Hagen                                    |
| 2004 | Gegen den Strom Jeländerjelieber                                              | Erstveröffentlichung: 23. Juli 2004 Klee feat. Nina Hagen                                             |
| 2005 | Liebeskummer lohnt sich nicht Rabenschwarz, Teil 2                            | Erstveröffentlichung: 4. November 2005 Frank Zander feat. Nina Hagen; Original: Siw Malmkvist         |
| 2006 | Punkkaufmann Hausalarm / Punkkaufmann                                         | Erstveröffentlichung: 6. Dezember 2006 Bruder & Kronstaedta feat. Nina Hagen                          |
| 2008 | Nina Hagen Not Dog… Snow-Lion!                                                | Erstveröffentlichung: 2008 The Barbarellatones feat. Nina Hagen                                       |
| 2008 | Dance of the Witches (Extended Video Remix) X Black Album                     | Erstveröffentlichung: Dezember 2008 S.U.N. Project feat. Nina Hagen                                   |
| 2008 | Endless X Black Album                                                         | Erstveröffentlichung: Dezember 2008 S.U.N. Project feat. Nina Hagen                                   |
| 2008 | We’re in Space X Black Album                                                  | Erstveröffentlichung: Dezember 2008 S.U.N. Project feat. Nina Hagen                                   |
| 2008 | Kinky Melody Cuntro Classics, Vol. 1                                          | Erstveröffentlichung: 15. Dezember 2008 Dirty Stop Out feat. Nina Hagen                               |
| 2011 | Nicht nur aus Liebe weinen (Live) Dat wor geil                                | Erstveröffentlichung: 24. November 2011 Brings feat. Nina Hagen                                       |
| 2013 | Lamini Lost Memory Theatre – Act 1                                            | Erstveröffentlichung: 4. Oktober 2013 Jun Miyake feat. Nina Hagen                                     |
| 2015 | Eve Good Times                                                                | Erstveröffentlichung: 3. April 2015 Arling & Cameron feat. Nina Hagen                                 |
| 2015 | Now and Forever auch bekannt als: Rejoice Ένας Ολοκαίνουριος Κόσμος           | Erstveröffentlichung: 16. November 2015 Philip & The Border Breakers feat. Nina Hagen                 |
| 2015 | Someone wrote 'Save Me' on the Wall Ένας Ολοκαίνουριος Κόσμος                 | Erstveröffentlichung: 16. November 2015 Philip & The Border Breakers feat. Nina Hagen                 |
| 2020 | Don’t Killer Animals Free to Kill Again                                       | Erstveröffentlichung: 20. März 2020 Adamski feat. Nina Hagen                                          |
| 2021 | La veuve noire Kassengift (Reissue)                                           | Erstveröffentlichung: 23. April 2021 Rosenstolz feat. Nina Hagen                                      |
| 2022 | Hei Nina, Hei Nina, Heino Meine 20 schönsten Duette                           | Erstveröffentlichung: 27. Mai 2022 Heino feat. Nina Hagen                                             |
| 2024 | I Get High Nīna                                                               | Erstveröffentlichung: 12. April 2024 Iskwē feat. Nina Hagen                                           |

| Jahr | Titel Album                                                              | Anmerkungen |
| ---- | ------------------------------------------------------------------------ | --- |
| 1989 | I’m a Believer The Best Of – Rodney on the Roq                           | Erstveröffentlichung: 1989 Original: The Monkees                                                                       |
| 1992 | You Get What You Deserve Tycoon                                          | Erstveröffentlichung: 6. Juli 1992                                                                                     |
| 1994 | Rock ‘n’ Roller Hut ab!: Hommage an Udo Lindenberg                       | Erstveröffentlichung: 10. Oktober 1994 Original: Udo Lindenberg                                                        |
| 1997 | Mary X-Mas Santa’s Got a GTO! – Rodney on the ROQ’s Fav X-Mas Songs      | Erstveröffentlichung: 18. November 1997                                                                                |
| 1997 | Zieh die Schuhe aus Die DEFA Filmhits                                    | Erstveröffentlichung: 24. November 1997 mit Stern-Combo Meißen                                                         |
| 1999 | Männer Pop 2000 – Das gibt’s nur einmal                                  | Erstveröffentlichung: 18. Oktober 1999 Original: Herbert Grönemeyer                                                    |
| 2000 | Der Traum ist aus Die Erben der Scherben – Keine Macht für niemand       | Erstveröffentlichung: 2000 Original: Ton Steine Scherben                                                               |
| 2000 | Keine Macht für Niemand Die Erben der Scherben – Keine Macht für niemand | Erstveröffentlichung: 2000 mit Die Erben der Scherben – United Kapelle Original: Ton Steine Scherben                   |
| 2001 | Die Welt die Monden ist Rilke Projekt – Bis an alle Sterne               | Erstveröffentlichung: März 2001                                                                                        |
| 2001 | Wie das Gestirn Rilke Projekt – Bis an alle Sterne                       | Erstveröffentlichung: März 2001                                                                                        |
| 2004 | Lullaby Sweet Baby Lullabies from the Axis of Evil                       | Erstveröffentlichung: 26. Oktober 2004 mit Martha Lorenzo                                                              |
| 2006 | Am Anfang steht immer ein Traum Das silberne Segel                       | Erstveröffentlichung: 1. Oktober 2006 mit Ben, Stefan Gwildis, Annett Louisan, Naima, Uwe Ochsenknecht & Michy Reincke |
| 2006 | Die Rattenfängerin Das silberne Segel                                    | Erstveröffentlichung: 1. Oktober 2006 mit Uwe Ochsenknecht                                                             |
| 2006 | Frei sein! Das silberne Segel                                            | Erstveröffentlichung: 1. Oktober 2006 mit Ben, Annett Louisan, Naima, Uwe Ochsenknecht & Michy Reincke                 |
| 2012 | The Edge Goa Culture, Vol. 5                                             | Erstveröffentlichung: 24. Februar 2012 mit FM                                                                          |
| 2014 | Am dunklen Fluss Poem – Leonard Cohen in deutscher Sprache               | Erstveröffentlichung: 19. September 2014 Original: Leonard Cohen – By the Rivers Dark                                  |
| 2014 | Hallelujah Poem – Leonard Cohen in deutscher Sprache                     | Erstveröffentlichung: 19. September 2014 als Teil der Beautiful Losers; Original: Leonard Cohen                        |
| 2014 | Golgatha Gedichte aus der Zwangspsychatrie                               | Erstveröffentlichung: 2. Oktober 2014                                                                                  |
| 2014 | My Way (Live) Mauerfall – Das legendäre Konzert für Berlin ’89           | Erstveröffentlichung: 31. Oktober 2014 Original: Claude François – Comme d’habitude                                    |

| Jahr | Titel Soundtrack zu                                             | Anmerkungen                                                |
| ---- | --------------------------------------------------------------- | ---------------------------------------------------------- |
| 1991 | The Aria Europa                                                 | Erstveröffentlichung: 1991 mit Philippe Huttenlocher       |
| 1991 | Super Freak Family Trabbi goes to Hollywood                     | Erstveröffentlichung: 1991                                 |
| 1993 | Sally’s Lied Nightmare Before Christmas                         | Erstveröffentlichung: 12. Oktober 1993                     |
| 1996 | Alchemy of Love Tenchi the Movie: Tenchi Muyo in Love           | Erstveröffentlichung: 24. April 1996 mit Rick Jude         |
| 1999 | Ich hasse Santa Claus Rudolph mit der roten Nase                | Erstveröffentlichung: 1999                                 |
| 2001 | Der Traum ist aus Der Traum ist aus oder Die Erben der Scherben | Erstveröffentlichung: 2001 Original: Ton Steine Scherben   |
| 2002 | Alchemy of Love Tenchi – The Movie                              | Erstveröffentlichung: 7. Mai 2002                          |
| 2002 | Du hast den Farbfilm vergessen Sonnenallee                      | Erstveröffentlichung: 30. September 2002                   |
| 2003 | New York, New York Party Monster                                | Erstveröffentlichung: 2. September 2003                    |
| 2014 | Dellamortas Tango Der 7bte Zwerg                                | Erstveröffentlichung: 26. September 2014                   |
| 2014 | Happy Birthday Der 7bte Zwerg                                   | Erstveröffentlichung: 26. September 2014 mit Daniel Welbat |
| 2014 | Size Doesn’t Matter Der 7bte Zwerg                              | Erstveröffentlichung: 26. September 2014                   |
| 2016 | No Freaky Gikky… Desire Will Set You Free                       | Erstveröffentlichung: 4. November 2016                     |
| 2017 | Gloria Halleluja Amen Tatort: Tod im All                        | Erstveröffentlichung: 19. Mai 2017                         |

### Videoalben
| Jahr | Titel Musiklabel                    | Anmerkungen                                                        |
| ---- | ----------------------------------- | ------------------------------------------------------------------ |
| 2012 | Live @ Rockpalast Sony Music (Sony) | Erstveröffentlichung: 9. November 2012 Teil der „Rockpalast“-Reihe |

## Statistik

### Chartauswertung
|                     | DE    | AT    | CH    | US    | NL    |
| ------------------- | ----- | ----- | ----- | ----- | ----- |
| Nummer-eins-Alben   | DE—DE | AT—AT | CH—CH | US—US | NL—NL |
| Top-10-Alben        | DE—DE | AT—AT | CH—CH | US—US | NL—NL |
| Alben in den Charts | DE9DE | AT6AT | CH5CH | US2US | NL2NL |

|                       | DE    | AT    | CH    | US    | NL    |
| --------------------- | ----- | ----- | ----- | ----- | ----- |
| Nummer-eins-Singles   | DE—DE | AT—AT | CH—CH | US—US | NL—NL |
| Top-10-Singles        | DE—DE | AT—AT | CH—CH | US—US | NL—NL |
| Singles in den Charts | DE5DE | AT4AT | CH3CH | US—US | NL—NL |

|                          | DE    | AT    | CH    | US    | NL    |
| ------------------------ | ----- | ----- | ----- | ----- | ----- |
| Nummer-eins-Videoalben   | DE—DE | AT—AT | CH—CH | US—US | NL—NL |
| Top-10-Videoalben        | DE—DE | AT—AT | CH—CH | US—US | NL1NL |
| Videoalben in den Charts | DE—DE | AT—AT | CH—CH | US—US | NL1NL |